# Zacne grzechy
Pour plus de détails, voir Fiche technique et Distribution.
Zacne grzechy est une comédie polonaise réalisée par Mieczysław Waśkowski, sortie en 1963. Le film est basé sur le roman Siedem zacnych grzechów głównych de Tadeusz Kwiatkowski.
Le rôle du narrateur du film est joué par Jeremi Przybora.
Le film a été tourné à Ojców et au château Pieskowa Skała.

## Fiche technique
- Titre : Zacne grzechy
- Titre en anglais : Good Sins
- Réalisation : Mieczysław Waśkowski
- Scénario : Tadeusz Kwiatkowski et Mieczysław Waśkowski
- Musique : Adam Walaciński
- Son : Mikołaj Kompan-Altman
- Photographie : Jerzy Wójcik
- Montage : Janina Niedźwiecka
- Pays :  Pologne
- Genre : Comédie
- Durée : 81 minutes
- Dates de sortie :
  - Pologne : 22 novembre 1963

## Distribution
- Irena Kwiatkowska : Firlejowa
- Henryk Bąk : père Makary
- Alicja Sędzińska : aubergiste Kasia
- Andrzej Szczepkowski : prieur Ignacy
- Wiesław Gołas : Zbigniew Trzaska
- Franciszek Pieczka : Eustachy Topór
- Witold Pyrkosz : Onufry Gęba
- Zygmunt Zintel : aubergiste Mateusz
- Jan Ciecierski : noble Krasnopolski
- Mieczysław Czechowicz : serviteur Wojtek
- Bogumił Kobiela : religieux Bertold
- Jarema Stępowski : Józef Litera
- Zofia Wilczyńska : madame Korycińska
- Stanisław Milski : religieux
- Krzysztof Litwin : garde